# Maison Smiljanić
La maison Smiljanić (en serbe cyrillique : Смиљанићева кућа ; en serbe latin : Smiljanićeva kuća) est située à Grocka, en Serbie, dans la municipalité de Grocka et sur le territoire de la Ville de Belgrade. Construite dans la seconde moitié du XIXe siècle, elle est inscrite sur la liste des monuments culturels protégés de la République de Serbie et sur la liste des biens culturels de la Ville de Belgrade.

## Présentation
La maison Smiljanić, située 17 rue Dimitrija Tucovića à Grocka, a été construite dans la seconde moitié du XIXe siècle ; elle est caractéristique du style des maisons traditionnelles de la Morava dans sa variante « danubienne ».
La maison dispose de deux pièces et est dotée d'un long porche orné d'arcades. Elle est constituée d'une structure en bois remplie avec de la brique crue ; le toit à quatre pans est recouvert de tuiles.